# Novolopa montivaga
Novolopa montivaga är en insektsart som beskrevs av Knight 1973. Novolopa montivaga ingår i släktet Novolopa och familjen dvärgstritar. Inga underarter finns listade i Catalogue of Life.